# Tiger of Sweden
Tiger of Sweden é uma marca sueca de alta-costura fundada em 1903 pelos designers Markus Schwarzmann e Hjalmar Nordström. É sobretudo conhecida pelos seus fatos bespoke, bem como calçado, acessórios, malas, e fragrâncias.